# مجموعة مراكز هلمهولتز الألمانية للبحوث العلمية
جَمْعِيَّةْ هِلْمْهُوْلْتْز لمراكز البحث العلمي الألمانية (بالألمانية: (Helmholtz-Gemeinschaft Deutscher Forschungszentre (HGF)) هي منظمة ألمانية لدعم البحث العلمي، وتعتبر أكبر منظمة لدعم وتمويل البحوث في ألمانيا، ومقرها بون.

## نظرة عامة
جمعية هلمهولتز عبارة عن اتحاد يجمع 18 مركز ومعهد علمي ألماني مستقل يعملون في مجالات العلوم المختلفة والتقنية والبيولوجيا والطب، ويعمل بها نحو 43.683 موظف (طبقاً لبيانات عام 2020)، من ضمنهم 16.200 (مايعادل 37%) من العلماء المتخصصين و 6.200 (مايعادل 14.2%) من طلبة الدكتوراه، و 1.400(مايعادل 3.2%) من المتدربين.
بلغت ميزانيتها أكثر من 5.4 مليار يورو سنوياً (بيانات 2020)، وتعتبر بذلك أكبر مؤسسة بحثية في ألمانيا من حيث العاملين والميزانية المالية وواحدة من أكبر المؤسسات البحثية على مستوى العالم..

وغرضها المعلن هو «ايجاد الحلول للمسائل الهامة والملحة في العلوم والمجتمع والاقتصاد»
ثلثي الميزانية تمولها الحكومة الاتحادية وحكومات الولايات كميزانية رئيسة بينما نحو 30% من الميزانية تكتسبها المعاهد والمراكز العلمية والتقنية والطبية بنفسها مقابل ما تقوم به من أعمال وخدمات بحثية.
.
من تلك الميزانية الرئيسة تدفع الحكومة الإتحادية 90% والباقي 10% تدفعها حكومات الولايات. ولتأمين التخطيط وضمانه يأتي من زيادات سنوية للميزانية من خلال نظام يسمى «تحالف من أجل البحوث والابتكار».

## أعضاء الجمعية

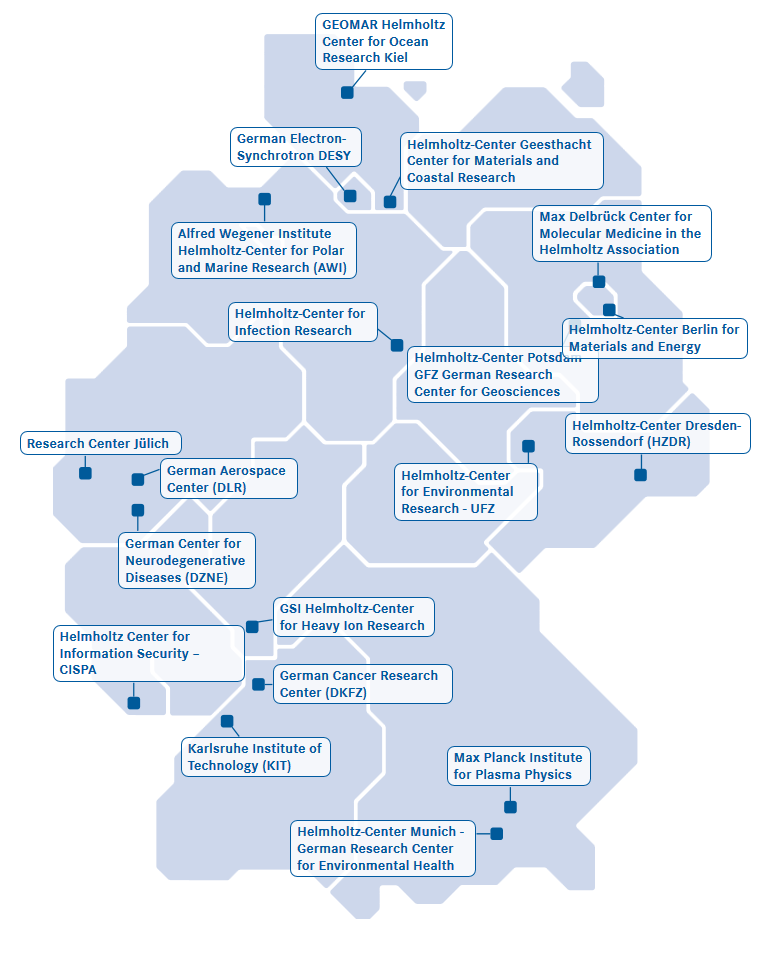
خريطةتبين توزيع 19 مركزا علميا لاتحاد هلمهولز في ألمانيا

نذكر هنا بعضا من معاهد هلمهولتز كأمثلة:
- معهد ألفريد فيجنر لبحوث البحار والقطبين، في بريمرهافن.
- معهد كارلسروه للتكنولوجيا، في كارلسروه
- مركز هلمهولتز لتأمين المعلومات، في ساربروكن
- السيكلوترون الألماني للإلكترون (DESY ، بهامبورغ
- المركز الألماني لبحوث السرطان DKFZ ، في هايدلبرج
- مركز هايدلبرج للعلاج بشعاع أيونات، في هايدلبرج
- مركز أبحاث يوليش (FZJ), يوليش
- معهد ماكس بلانك لفيزياء البلازما IPP , جارخينج بالقرب منن ميونخ
- مركز هلمهولتز لبحوث الأيونات الثقيلة GSI، في دارمشتات
- مركز هلمهولتز برلين للمواد والطاقة HZB
- مركز هلمهولتز لأبحاث العدوى HZI في مدينتي براونشفيغ ودارمشتات

(وتجد جميعها في المقال الألماني أو الإنجليزي)